# Parlamentswahl in Kirgisistan 2021
Die Parlamentswahl in Kirgisistan 2021 wurde am 28. November 2021 als Ersatztermin der Parlamentswahl 2020 abgehalten. Nach den Parlamentswahlen 2020 fanden gewaltsame Proteste statt, dem Präsidenten Sooronbai Dscheenbekow wurde Wahlmanipulation vorgeworfen. Auch unabhängige Organisationen bestätigten dies. Daraufhin wurden die Ergebnisse annulliert, die Parlamentswahl auf 2021 verschoben und Sadyr Dschaparow kam an die Macht. Er wurde bei den Präsidentschaftswahlen im Frühjahr in seinem Amt bestätigt. Seine Regierung wurde zunehmend autoritär, ihm wird – wie auch seinem Vorgänger – Wahlmanipulation vorgeworfen. Die Wahlbeteiligung lag bei 34,94 Prozent, etwa 20 % niedriger als bei den letzten Wahlen zum kirgisischen Parlament.

## Hintergrund
Im Jahr 2020 gab es in Kirgisistan nach der Parlamentswahl eine politische Krise. Dem damaligen Präsidenten Sooronbai Dscheenbekow wurde vorgeworfen, die Wahlen zu manipulieren. Es kam zu Massenprotesten, bei denen Dscheenbekow abgesetzt wurde und Sadyr Dschaparow kommissarisch sein Amt übernahm. Er wurde darin in der Präsidentschaftswahl Frühjahr 2021 bestätigt. Kirgisistan durchlebte unter ihm eine Rückkehr zum Präsidialsystem. Das zuvor als „frei“ eingestufte Land fiel wieder in die Freedom House-Kategorie „unfrei“ ab. Mehrere Aktivisten und Akademiker, die die Behörden kritisierten, wurden des Hochverrats angeklagt, nachdem ihnen vorgeworfen wurde, sie hätten zu einer gewaltsamen Machtergreifung aufgerufen. Vor der Parlamentswahl wurde eine Verfassungsreform verabschiedet, die dem Präsidenten umfassendere Kompetenzen gab und dem Parlament Kompetenzen entzog. Zusätzlich wurde das sogenannte Kurultai eingerichtet, das das Parlament und den Präsidenten kontrolliert.

## Kritik
Der Präsident versprach faire und freie Wahlen, Kritiker warfen ihm jedoch vor, wie seine Vorgänger politische Gegner verhaften zu lassen. Die Anzahl der Sitze wurde von 120 auf 90 verkleinert. In keinem der Wahlbezirke gewann eine Frau, auch die Minderheiten sind im Parlament deutlich unterrepräsentiert.

## Parteien
Insgesamt 21 Parteien traten bei den Wahlen an, nur 6 schafften es ins Parlament.
Die Parteien Ata-Schurt, Yntymak und Ischenim gelten als regierungsnah, die Partei Yiman Nuru ist auch ein potentieller Koalitionspartner im Regierungsbündnis. Nicht-Regierungsnahe Parteien im Parlament sind also nur Alians und Bütün Kirgisistan. Die Partei Alians ist ein Zusammenschluss aus ehemaligen Mitgliedern der Parteien Ata Meken und Respublika.

## Ergebnis
Folgende Parteien erlangten Mandate im kirgisischen Parlament:
| Partei          | Anteil an den Stimmen in % | Sitze |
| --------------- | -------------------------- | ----- |
| Ata-Schurt      | 17,3 %                     | 15    |
| Ischenim        | 13,63 %                    | 12    |
| Yntymak         | 10,99 %                    | 9     |
| Alians          | 8,34 %                     | 7     |
| Bütün Kirgistan | 7,04 %                     | 6     |
| Yjman Nuru      | 6,15 %                     | 5     |

Folgende angetretene Parteien erreichten die 5-%-Hürde nicht:
| Partei                                  | Anteil an den Stimmen in % |
| --------------------------------------- | -------------------------- |
| El ümütü                                | 4,5 %                      |
| Azattyk                                 | 4,07 %                     |
| Ata Meken                               | 3,57 %                     |
| Sozialdemokratische Partei Kirgisistans | 3,18 %                     |
| Uluttar birimdigi                       | 2,45 %                     |
| Mekentschil                             | 1,59 %                     |
| Bagyt                                   | 0,98 %                     |
| Einheitspartei Kirgisistans             | 0,96 %                     |
| Uluu-Schurt                             | 0,73 %                     |
| Kutschtuu-Region                        | 0,64 %                     |
| Legalais                                | 0,62 %                     |
| Ordo                                    | 0,46 %                     |
| Aruusat                                 | 0,46 %                     |
| Dschachasin Kirgistan                   | 0,44 %                     |
| Grüne Partei Kirgisistans               | 0,41 %                     |

2,18 % der Wähler stimmten gegen alle Kandidaten.